# Соглашение Блюма — Бирнса
Соглашение Блюма-Бирнса — протокол, подписанный 28 мая 1946 года в Вашингтоне главой французской делегации Леоном Блюмом и Государственным секретарём США Джеймсом Бирнсом и направленный на реализацию плана Маршалла в отношениях между США и Французской республикой. Затронул преимущественно сферы авиационной промышленности и кинопроизводства Франции.
Реализация условий соглашения встретила активное сопротивление в обществе, в том числе со стороны почти всех авторитетных французских режиссёров, актёров и кинокритиков, и соглашение было отменено в 1948 году. По мнению большинства европейских историков кино, оно оказало крайне негативное влияние на развитие национального французского кинематографа.

## Предыстория
По состоянию на 1914 год французская кинематография занимала лидирующие позиции в мире, её продукция составляла 90 % от мирового производства фильмов. Однако с началом Первой мировой войны ситуация изменилась. В военные и послевоенные годы экономика Франции существенно ослабла, и нехватка ресурсов, капитала, слабая техническая оснащённость позволили Голливуду захватить лидерство и к концу 1920-х годов достигнуть полного превосходства.

Существующие условия таковы, что кинематография во Франции, больше чем в какой-либо другой стране, стоит перед угрозой удушения иностранной конкуренцией. Наступило время того, чтобы французское правительство вмешалось и отстояло национальную кинематографию от ударов, которые ей наносятся в самой Франции.
режиссёр Марсель Л’Эрбье, 1927

Американские картины заняли французский рынок, но финансовые ограничения, введённые в связи с Великой депрессией, не позволяли американским кинокомпаниям выводить прибыль в США, в связи с чем появилась необходимость вкладывать средства на территории Франции. Предпринимались попытки организовать совместные проекты во Франции (например, киностудией «Парамаунт» в 1934 году), которые большим успехом не увенчались.
На протяжении 1930-х годов Франция вводит различные квоты на ввоз в страну голливудских фильмов, что вызывает недовольство американских производителей. С октября 1929 по октябрь 1931 года действовало условие, что на один фильм, произведённый во Франции, должно приходиться не более семи американских. Ограничивается также возможность дублирования иностранных фильмов вне территории Франции.
В 1936 году Франция, нуждающаяся в рынках сбыта вина и товаров из шёлка, заключает с США соглашение, по условиям которого импорт в США этих товаров допускается в обмен на ряд преференций в сфере кинематографии. Устанавливается, что количество дублированных фильмов, разрешённых к показу во Франции, не может быть менее 188 в год; голливудские фильмы на английском языке могут демонстрироваться в 15 кинотеатрах страны; французское правительство не станет предпринимать никаких мер, способных как бы то ни было ухудшить положение американских прокатчиков по сравнению с текущим.
Соглашение 1936 года привело к тому, что очень скоро доля французских фильмов в прокате упала ниже 30 %, а художественный уровень большинства фильмов оказался сведён к развлечению.
Во время немецкой оккупации 1940—1944 годов соглашение с США не действовало, но сразу после окончания Второй мировой войны американские студии активно лоббировали восстановление его действия.

## Условия Соглашения
После окончания Второй мировой войны французская кинематография оказалась в слабом состоянии и не могла выдержать конкуренцию с голливудской продукцией. Для её возрождения необходима была государственная поддержка, которая виделась кинематографистам как введение серьёзных ограничений на прокат зарубежных фильмов. Однако американские кинопроизводители были заинтересованы в обратном и активно лоббировали заключение с Францией соглашений, по которым какие-либо ограничения будут сведены к минимуму.
Они могли позволить себе выходить на французский кинорынок с демпинговыми ценами, так как их расходы окупались бы ещё в американском прокате.
Госсекретарь США Джеймс Бирнс был особенно близок кинематографическим кругам (после ухода с государственной службы он стал советником ряда крупных американских кинокомпаний).
В Вашингтоне между представителями двух стран (которых возглавляли Бирнс от США и Леон Блюм от Франции) прошли длительные переговоры. Учитывая слабость послевоенной Франции и желание её воспользоваться финансовой помощью США, на переговорах диктовать свою волю могла скорее американская сторона. Переговоры завершились подписанием протокола, который полностью удовлетворил Голливуд. Срок действия этого документа был установлен в два года.
Комментируя впоследствии подписанное им соглашение, Леон Блюм заявлял:

Я признаю, что если бы для высших интересов всей Франции было необходимо принести в жертву французскую киноиндустрию, я сделал бы это без колебаний… Те условия, которые предлагали французские производители, а именно: отдать семь недель [в квартал] для исключительной демонстрации французских фильмов — оказалось невозможным, поскольку наши американские друзья желали, чтобы отношения между нами строились на основе свободной конкуренции.

- США прощают французский внешний долг в размере 1,8 миллиарда долларов
- США предоставляют Франции заём в размере 500 миллионов долларов
- Французские фильмы демонстрируются в течение первых четырёх недель каждого квартала
- Французским компаниям не гарантируется возможность ввоза и проката французских фильмов в США
- Американские компании обязаны инвестировать во Франции прибыли от проката фильмов